# Manfred Müller
Manfred Müller (ur. 15 listopada 1926 w Augsburgu, zm. 20 maja 2015 w Mallersdorf-Pfaffenberg) – niemiecki duchowny rzymskokatolicki, w latach 1982–2002 biskup diecezjalny Ratyzbony.

## Życiorys
Święcenia kapłańskie przyjął 24 czerwca 1952 w swojej rodzinnej diecezji Augsburga. 3 stycznia 1972 papież Paweł VI mianował go biskupem pomocniczym tej diecezji, ze stolicą tytularną Iubaltiana. Sakry udzielił mu 25 marca 1972 Josef Stimpfle, ówczesny ordynariusz Augsburga. 16 czerwca 1982 papież Jan Paweł II przeniósł go na urząd biskupa diecezjalnego Ratyzbony, jego ingres do tamtejszej katedry odbył się 18 września 1982. W listopadzie 2001 osiągnął biskupi wiek emerytalny (75 lat) i zgodnie z prawem kanonicznym złożył rezygnację, która została przyjęta z dniem 15 stycznia 2002. Od tego czasu pozostawał biskupem seniorem diecezji.